# Kloster Monkwearmouth-Jarrow

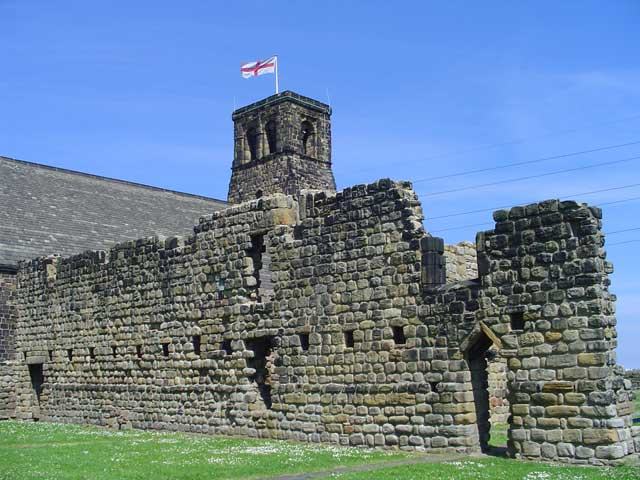
Ruinen in Jarrow

Das Kloster Monkwearmouth-Jarrow (auch Kloster St. Paul) war ein vom 7. bis zum 16. Jahrhundert bestehendes Kloster der Benediktiner in Northumbria in England. Im 7. und 8. Jahrhundert war es eines der bedeutendsten Klöster Englands.

## Geschichte
674 wurde ein Kloster in Monkwearmouth durch König Egfrid von Northumbria gegründet. Erster Abt wurde Benedict Biscop, mit ihm kam auch Beda. 678 wurde das Kloster exempt. 682 wurde in Jarrow ein weiteres Kloster gegründet.
686 wurde dieses eigenständig, Abt wurde Ceolfrid. Jarrow wurde bald zu einem einzigartigen Zentrum der Herstellung von Handschriften. Es entstanden unter anderem die älteste erhaltene vollständige Vulgata-Bibel (Codex Amiatinus) und andere illuminierte biblische, liturgische und theologische Handschriften.
794 wurde das Kloster von Wikingern überfallen. Um 860 wurde es von Dänen schwer beschädigt. Spätestens seit dem Ende des 9. Jahrhunderts war das Kloster verlassen. Seit etwa 1070 lebten wieder Mönche in Jarrow, allerdings nicht als eigenständiges Kloster. 1545 endete das klösterliche Leben in Jarrow.
Die ehemaligen Klosteranlagen in Monkwearmouth und Jarrow sind heute Ruinen. In Jarrow berichtet das Museum Bede’s world von den ersten Jahrhunderten des Klosters.

## Scriptorium

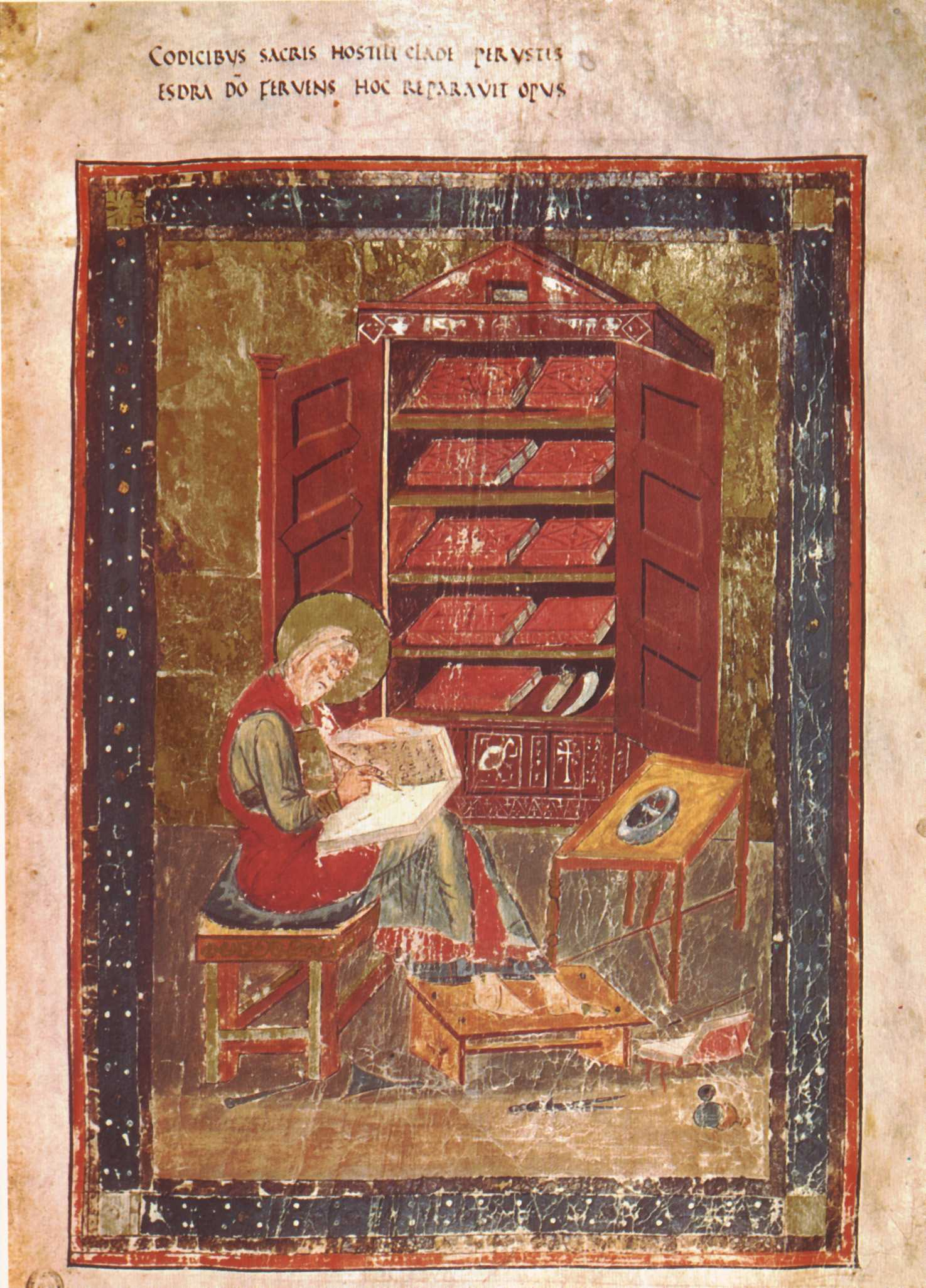
Schreibstube, Codex Amiatinus, um 700

In Jarrow bestand im späten 7. Jahrhundert eines der wenigen Skriptorien Europas. Beda Venerabilis schrieb hier seine Englische Kirchengeschichte (um 731). Das Kloster hatte mutmaßlich eine umfangreiche Bibliothek mit zahlreichen theologischen und weltlichen Werken, teilweise italienisch-römischer Herkunft.
Im Kloster entstanden
- Codex Amiatinus, um 700, älteste erhaltene Vulgata-Handschrift überhaupt
- Johannes-Evangelium, ältestes erhaltenes gebundenes Buch Europas, vollständiger Text des Evangeliums (ohne Verzierungen)
- Cassiodorus: Expositio psalmorum, gekürzte Fassung eines spätantiken Psalmenkommentars
- Beda Venerabilis: Historia ecclesiastica gentis Anglorum, nach 737, eine der beiden ältesten erhaltenen Abschriften von Bedas Kirchengeschichte, nicht illuminiert
- Beda Venerabilis: Historia ecclesiastica gentis Anglorum, zwischen 731 und 746, Handschrift mit ältester erhaltener illuminierter Initiale in Europa